# Суец (гувернорат)
Суец је један од 27 гувернората Египта. Заузима површину од 17.840 km². Према попису становништва из 2006. у гувернорату је живело 510.935 становника. Главни град је Суец.

## Становништво
| 2006.   | 2012. (процена) |
| ------- | --------------- |
| 510.935 | 576.000         |